# غيلان (ناطع)

تعديل مصدري - تعديل

غيلان هي إحدى قرى عزلة وحلان بمديرية ناطع التابعة لمحافظة البيضاء، بلغ تعداد سكانها 58 نسمة حسب تعداد اليمن لعام 2004.